# Sint-Truiden
Sint-Truiden (en limburgués, Sintruin, en francés, Saint-Trond) es un municipio y una ciudad situada en el sur de la provincia de Limburgo en Bélgica. Sus municipios vecinos son Alken, Geetbets, Gingelom, Heers, Landen, Borgloon, Zoutleeuw, Nieuwerkerken y Wellen.
En la ciudad nació Deodat van der Mont, primer discípulo conocido de Rubens.

## Demografía

### Evolución
Todos los datos históricos relativos al actual municipio, el siguiente gráfico refleja su evolución demográfica, incluyendo municipios después de efectuada la fusión el 1 de enero de 1977.
| Gráfica de evolución demográfica de Sint-Truiden entre 1846 y 2020 |
|                                                                    |

## Ciudades hermanadas
- Duras, Francia
- Nueva Guinea, Nicaragua
- Weert, Países Bajos

## Deportes
El club de fútbol de la ciudad es el Sint-Truidense VV.